# Callichthys
Callichthys är ett släkte fiskar i familjen pansarmalar som förekommer i Sydamerika. De blir som vuxna mellan 12,5 och 17 centimeter långa, beroende på art, och hör således till de största pansarmalarna i familjen.

## Callichthysi fångenskap
I zoobutiker kan man ibland finna vad som sägs vara "Callichthys" till försäljning, och typarten Callichthys callichthys (med det svenska trivialnamnet "långsträckt pansarmal") omskrivs flitigt i akvarielitteraturen. I verkligheten är det dock mycket sällsynt att någon art av Callichthys förekommit som akvariefisk. I de allt övervägande fallen har det i själva verket rört sig om någon av arterna Megalechis thoracata (även den kallad "långsträckt pansarmal", samt "prickig hoplosternum") eller Hoplosternum littorale ("hoplosternum-mal"). Dessa båda arter är också medlemmar i familjen pansarmalar, är till utseendet snarlika Callichthys callichthys, och delar till stora delar dess utbredningsområde.

## Lista över arter
Släktet Callichthys omfattar fyra arter:
- Callichthys callichthys (Linné, 1758) – förekommer i Argentina, Bolivia, Brasilien, Colombia, Ecuador, Franska Guyana, Guyana, Paraguay, Peru, Surinam, Trinidad och Tobago, Uruguay och Venezuela[5]
- Callichthys fabricioi Román-Valencia, Lehmann A. & Muñoz, 1999 – förekommer i Colombia[6]
- Callichthys oibaensis Ardila Rodríguez, 2006 – förekommer i Colombia[7]
- Callichthys serralabium Lehmann A. & Reis, 2004 – förekommer i Venezuela[8]